# Успение Богородично (Еани)
Вижте пояснителната страница за други значения на Успение Богородично.
„Успение на Пресвета Богородица“ (на гръцки: Ναός Κοίμησης της Θεοτόκου Αιανής) е средновековна православна манастирска църква в южномакедонската паланка Еани (Каляни), Егейска Македония, Гърция, част от Сервийската и Кожанска епархия на Вселенската патриаршия.
Храмът е построен през византийската епоха, но претърпява последователни интервенции и промени през вековете. Според надписа, поне в поствизантийския период от XVI век насам е католикон на манастир. До 1950-те години са запазени в руини части от килиите и кулата. Докъм XVIII век дворът на църквата служи за гробище на клирици и монаси.
Храмът е еднокорабен, с нартекс и екзонартекс. Първата му фаза, според Стилянос Пелеканидис, е от времето на Комнините - края на XI - началото на XII век. Първоначално е имал купол, който пада в XVI век. От първоначалните стенописи от XI - XII век са запазени останки около прозорците на страничните стени и на южната стена. В следващата фаза, около 1596 година, и със сигурност 1610 година, е изписана цялата църква с притвора и външния притвор. В XVIII век е изписан отново външният притвор от зографа Панос от Янина. През 1877 година са изписани отново повредените части от стенописите в наоса и притвора от зографа Димитриос Адам Питенис от Самарина, а малко по-рано друг художник изрисува отделните сцени на западната и източната стена на притвора – Архангел Михаил, свети Харалампий, Богородица с Детето Иисус. Дървените тавани в наоса и притвора са от XIX век. В днешния иконостас, който също е от XIX век, са включени части от стария от края на XVI – XVII век. Иконите от XVI до XIX век се съхраняват в колекцията на Силогоса за византийски и поствизантийски древности на Еани.
Църквата пострадва при земетресението в 1995 година и до 2000 година е реставрирана.